# Follow the Rabbit-Proof Fence
Follow the Rabbit-Proof Fence es un libro escrito por la autora australiana Doris Pilkington, publicado en 1996. Está basado en una historia real, siendo un relato personal de las experiencias de una familia aborigen australiana como miembros de la Generación Robada —la separación forzosa de niños mestizos de sus familias a principios del siglo XX—. Cuenta la historia de tres jóvenes aborígenes: Molly (la madre de la autora), Daisy (la media hermana de Molly) y Gracie (su prima), que son separadas por la fuerza de sus familias en Jigalong y llevadas al río Moore, pero escapan del asentamiento del gobierno en 1931 y después de caminar más de 1600 kilómetros en nueve semanas siguiendo la valla a prueba de conejos, una enorme valla de exclusión de plagas que cruzaba Australia Occidental de norte a sur.
El libro fue adaptado a la película, Rabbit-Proof Fence, en 2002.

## Doris Pilkington
Doris Pilkington había pasado gran parte de su infancia, desde los cuatro años, en el Moore River Native Settlement en Australia Occidental, la misma instalación de la que el libro narra la huida de su madre, tía y prima cuando eran niñas. Después de reunirse con su familia 21 años después, Pilkington dice que no habló mucho con su madre y que no estaba al tanto del cautiverio de su madre en Moore River ni de su escape, hasta que su tía Daisy le contó la historia. Mientras repetía la historia en un evento de historia familiar aborigen en Perth, uno de los asistentes le dijo a Pilkington que estaba al tanto de la historia y que el caso estaba bastante bien documentado. Le dio algunos documentos y recortes que formaron la columna vertebral de la historia en la que basó un primer borrador.
Pilkington envió el primer borrador a un editor en 1985, pero le dijeron que se parecía demasiado a un artículo académico y que debería intentar escribir ficción. Su primera novela de lo que posteriormente se convirtió en una trilogía fue, Caprice, A Stockman's Daughter, la cual ganó el premio literario David Unaipon y fue publicada en 1990 por la editorial, University of Queensland Press. Luego, reescribió y completó Follow the Rabbit-Proof Fence después de varios años de entrevistar a su madre y su tía, y se publicó en 1996. Posteriormente publicó un tercer libro de la trilogía titulado Under the Wintamarra Tree (2002). Pilkington también escribió una adaptación de Rabbit-Proof Fence para niños llamada Home to Mother (2006).

## Sinopsis

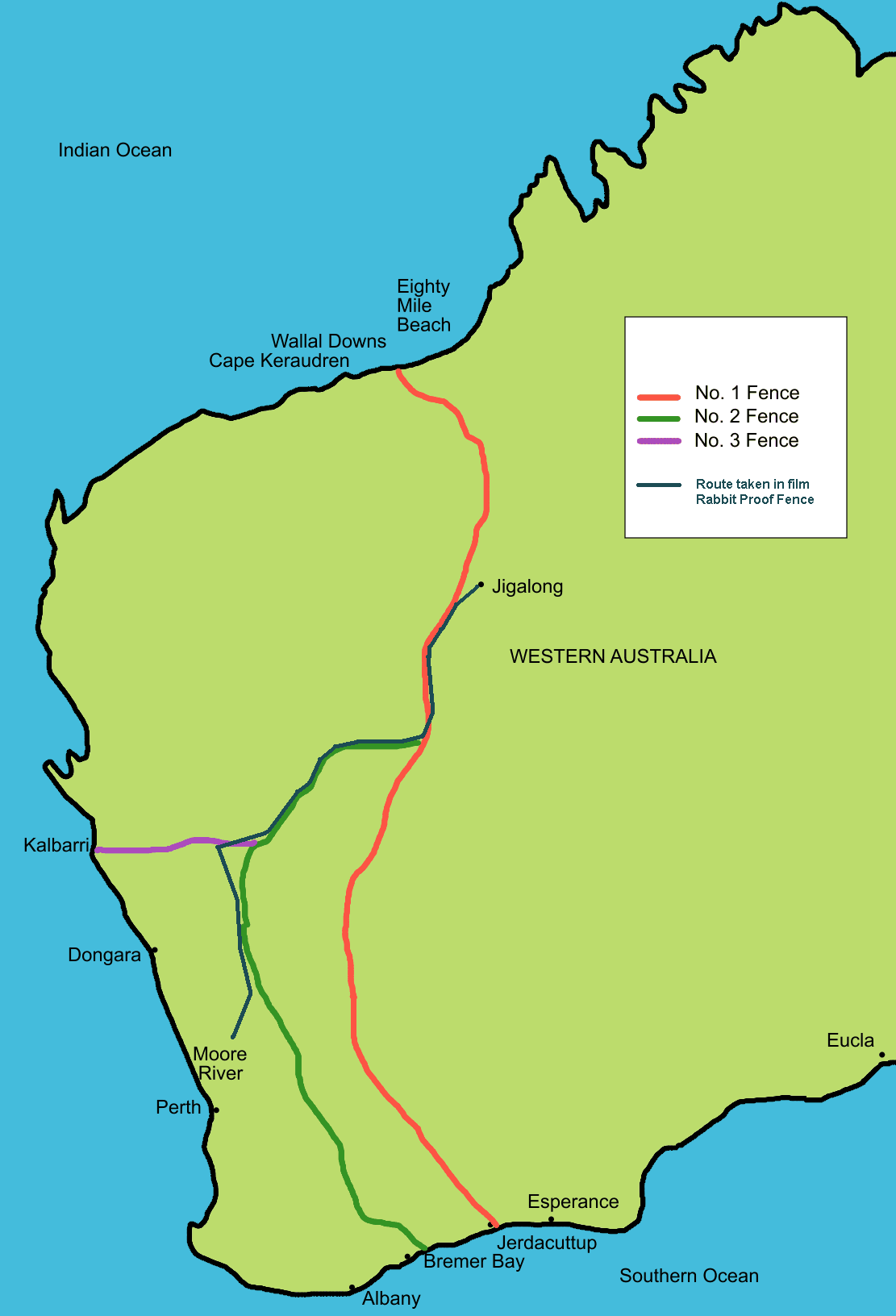
Mapa de la cerca real a prueba de conejos que muestra el viaje desde el río Moore hasta Jigalong.

En Australia Occidental, en 1931, tres niñas aborígenes mestizas: Molly Craig, de 14 años, su hermana Daisy, de ocho, y su prima Gracie, de unos 10 años, son secuestradas por orden de A.O Neville, el Protector de los aborígenes y enviadas a un campamento en Moore River, una institución creada por el Gobierno de Australia para niños mestizos. Allí las limpian y las colocan en un dormitorio lleno de otras niñas aborígenes, para que las eduquen y las capaciten como sirvientas domésticas.
Después de unos días internadas en el campo, Molly convence a las otras dos chicas para escapar. Son perseguidos por Moodoo, el experto rastreador aborigen de la institución. Caminan hacia el este, con la ayuda de extraños, tanto blancos como negros, hasta que llegan a la valla a prueba de conejos, la valla más larga del mundo. Allí Molly se da cuenta de que esto los llevará de regreso a Jigalong, las niñas caminan casi 2400 km en nueve semanas. Gracie es capturada en Meekatharra, después de que intenta tomar un tren. Molly y Daisy se desmayan en una zona de salinas, justo antes de llegar Jigalong. Cuando se despiertan, el pájaro espíritu, un águila, vuela sobre ellas. Las dos niñas corren hacia donde su madre Maude ha estado esperando su regreso.

## Adaptación al cine
Poco después de la publicación del libro, la guionista Christine Olsen consiguió los derechos cinematográficos, ella misma escribió el guion y fue persistente en su presentación de la película al director australiano residente en Hollywood, Phillip Noyce. Este aceptó finalmente dirigir la película, la cual se estrenó en 2002 y estaba protagonizada por Everlyn Sampi como Molly y el actor británico Kenneth Branagh como A. O. Neville, como el principal protector de los aborígenes.